# Oceano (romanzo)
Oceano (Involution Ocean) è un romanzo di fantascienza del filone New Wave dello scrittore Bruce Sterling, pubblicato nel 1977.
L'opera, un tributo al romanzo Moby Dick, si svolge sulle distese navigabili di polvere del pianeta Nullaqua durante una caccia a cetacei alieni.

## Storia editoriale
Involution Ocean è stato il primo romanzo pubblicato da Bruce Sterling e la sua seconda opera in assoluto, preceduta unicamente dal racconto intitolato Man-Made Self pubblicato nel 1976 nell'antologia Lone Star Universe contenente opere di vari autori texani.
Il titolo provvisorio del romanzo, Moby Dust, è un omaggio al romanzo Moby Dick di Herman Melville, cui Sterling si è ampiamente ispirato, anche se l'opera richiama lo stile di molti altri autori, in particolare i romanzi d'avventura di Clark Ashton Smith, il decadentismo francese di fine ottocento, l'hard science fiction di Larry Niven, il classico Samuel Taylor Coleridge e gli scritti di Harlan Ellison.
A detta del suo autore l'intenzione era di scrivere un romanzo in cui i temi della tossicodipendenza fossero trattati con stile esperto, tipico degli anni settanta, anche se l'inesperienza dello scrittore, all'epoca ancora studente, trapela dalle pagine del libro.

## Trama
(Bruce Sterling, Oceano)
Il pianeta Nullaqua è quasi privo di acqua e di atmosfera. La poca aria rimasta si concentra sul fondo di una gigantesca fossa larga ottocento chilometri e profonda più di cento di origine ignota ma forse conseguenza di un bombardamento di antimateria avvenuto in epoca remota. Il pianeta è ricoperto da una microscopica polvere che nella fossa costituisce una distesa navigabile e in cui vivono fantastiche specie animali. In cima alla scogliera, a un'altezza inarrivabile, si trovano le rovine di due città appartenute a un'antichissima e ormai estinta civiltà. Sul pianeta si produce la droga "sincorfina", nota anche come "lampo", estratta dalle interiora di un gigantesco "capodoglio della polvere" le cui proprietà allucinogene erano state scoperte centinaia di anni prima da un leggendario scienziato, Ericald Svovobold. John Newhouse, di origini terrestri, vive nella città principale del pianeta, Isola Alta, insieme a un assortito gruppo di personaggi, tutti assuefatti al "lampo". L'uomo passa il tempo drogandosi e commerciando la "sincorfina" di cui è diventato un grande esperto. La droga, precedentemente venduta dai nullaquiani, che ne ignoravano il potere allucinogeno è stata da poco dichiarata illegale e diventata introvabile. Newhouse, spinto suo malgrado dai coinquilini, si imbarca sulla baleniera Lunglance per accaparrarsi personalmente la materia prima necessaria per sintetizzare il "lampo".
Il trimarano su cui Newhouse si imbarca è comandato da Nils Desperandum che, oltre alla caccia ai cetacei, si è prefisso come scopo di vita quello di esplorare le distese sabbiose e investigare sulle specie animali che le popolano. L'equipaggio è composto da venticinque membri tra i quali la misteriosa Dalusa della quale Newhouse è fortemente attratto. L'aliena ha ali da pipistrello e sulla nave ricopre il ruolo di vedetta; nonostante la sua fisionomia sia stata modificata chirurgicamente per assomigliare maggiormente a una splendida donna, il suo aspetto incute timore a tutto l'equipaggio. Dalusa è schiva suo malgrado, soffrendo di un'acuta forma di allergia ai fluidi corporei degli esseri umani ed essendo stata vittima, durante la gioventù di violenze subite da membri della sua stessa razza. Newhouse si è arruolato a bordo con un uomo conosciuto nell'appartamento di Isola Alta, Dumonty Calothrick, equivoco e senza scrupoli. Anche Calothrick è assuefatto alla droga e ha intenzione di arricchirsi con la produzione e commercio di "sincorfina".
Durante una tempesta di sabbia Newhouse, sprezzante del pericolo costituito dalla sabbia abrasiva lanciata a forti velocità, salva Dalusa dalla morte. L'evento avvicina i due che si innamorano ma la relazione è frustrata dal fatto che la giovane non può avere contatti fisici con Newhouse e che ogni involontario sfregamento causa orrende piaghe sul corpo dell'aliena. Durante il viaggio l'equipaggio deve affrontare attacchi di specie animali aggressive e letali e il pericolo aumenta ogni volta che il capitano Desperandum, nella foga della ricerca scientifica, incoscientemente dirige la nave nelle zone maggiormente popolate da tali esemplari. Grazie ai numerosi cetacei catturati, la droga viene sintetizzata in grosse quantità da Newhouse che, per provarne la qualità o l'eventuale tossicità, con la complicità di Calothrick, non esita a drogare e a rendere assuefatto un marinaio della Lunglance, il nullaquiano Murphig. Quest'ultimo, oramai schiavo del "lampo" e reso folle dalla sostanza, resosi conto di essere stato drogato da Calothrick si scontra con lui per impossessarsi della "sincorfina". Durante la lite entrambi perdono la vita.
Nils Desperandum seppure già da tempo si era accorto delle macchinazioni di Newhouse, non lo aveva denunciato poiché sperava che da questi potesse venirgli il necessario aiuto negli sconclusionati e folli esperimenti condotti durante la navigazione. Il comandante, scoperto l'omicidio di Calothrick e di Murphig, sorprende Newhouse mentre cerca di disfarsi dei due corpi e lo ricatta costringendolo a diventare suo compagno nell'esplorazione delle profondità sabbiose. Durante un confronto tra i due, nel quale la follia di Nils si mostra in tutta la sua evidenza, questi confessa di essere in realtà Ericald Slovobold, lo scopritore delle "sincorfina" oramai pluricentenario e sopravvissuto alla morte grazie a molti interventi chirurgici cui si era sottoposto. Newhouse è costretto a seguire Nils nell'esperimento: la carcassa di un cetaceo viene modificata e dotata di un motore e della zavorra necessari per l'immersione. Durante la discesa il sottomarino viene attaccato da misteriose entità e, come in un sogno, Newhouse rivive la storia del pianeta e la guerra tra due civiltà nullaquiane: una sottomarina, nascosta negli abissi di sabbia, l'altra arroccata nelle città arroccate sull'altissima scogliera sovrastante la fossa di Nullaqua. Newhouse si risveglia in mare prossimo alla morte me viene salvato da Dalusa che in volo lo trascina fino alla Longlance. Nonostante le piaghe formatesi sulla gamba dell'aliena a seguito del contatto con Newhouse, la ragazza riparte alla ricerca del comandante nils Desperandum, senza più fare ritorno.
Newhouse ritorna a casa profondamente cambiato. Nell'appartamento di Isola Alta trova alcuni dei suoi vecchi amici tossicodipendenti morti e gli altri fuggiti. Il protagonista decide di disintossicarsi dalla "sincorfina" piangendo per sempre l'amata Dalusa perduta.

## Personaggi
John NewhouseQuarantatreenne, figlio di un produttore di legname del pianeta Bunyan ma di origini terrestri, è assuefatto alla "sincorfina" che compra e rivende ai numerosi amici residenti su altri pianeti. A seguito della messa al bando della droga, diventata illegale su tutto il pianeta, si imbarca su una baleniera per procurarsi da sé la materia prima per la sintetizzazione della "sincorfina".
AndaruOriginario di Nullaqua, ex baleniere, rifornisce John di droga, non conoscendone, come la maggior parte dei nativi, il potere psicotropo.
Dumonty CalothrickEquivoco individuo, ench'egli assuefatto alla droga, si imbarca con Newhouse per arricchirsi senza scrupoli con la "sincorfina".
Nils DesperandumIl comandante della baleniera, in realtà uno scienziato interessato a svelare i segreti di Nullaqua.
DalusaUn'aliena dotata di ali simili a un pipistrello, chirurgicamente resa simile a una donna, affascinante nonostante la bizzarria dell'aspetto e dal passato tragico. Innamorata di Newhouse scompare in mare dopo averlo salvato l'uomo dalla morte.
FlackL'ufficiale medico della baleniera Lunglance.
MurphigMarinaio, ossessionato dalle leggende che spiegherebbero le origini della civiltà nullaquiana. Viene usato come cavia per provare l'efficacia della droga distillata da Newhouse e Calotrick. Impazzito a causa dell'abuso del "lampo", uccide Calotrick durante un litigio prima di essere da questi, a sua volta, ferito a morte.
Coinquilini di NewhouseJohn Newhouse divide l'appartemento su Nullaqua con altri otto tossicodipendenti, assuefatti alla "sincorfina", ai quali il protagonista vende le droga:
- Timone Hadji-Ali. Nonostante sia vecchio di secoli, rifiuta qualsiasi trattamento ringiovanente; desidera solo trascorrere gli ultimi anni di vita drogandosi e sperperando i suoi molti soldi
- Agathina Brant. Ufficiale in pensione di un imprecisato esercito.
- Signor Ondina. Il suo cognome da celibe era Foster; è il marito della signora Ondina.
- Signora Ondina. Il suo cognome da nubile era Stuart; è la moglie del signor Ondina. Entrambi molto vecchi e assuefatti alla droga hanno deciso di suicidarsi con un'overdose di "sincofina".
- Simone. Poeta, sostiene che la droga stimoli le sue capacità intellettuali.
- Amelia. Figlia di un ricco studioso, può permettersi l'acquisto della droga, per sé e per il compagno Simone, grazie ai soldi del padre.
- Alba Mulligan. Di sesso neutro, generato per clonazione, dotato di vasta cultura.
- Quade Altman. Altissima donna extraterrestre dalla salute cagionevole e spesso afflitta da vertigini.
- Millicent Farquhar. La ragazza con la quale John Newhouse vive, prima di imbarcarsi sul Longlance.

## Edizioni
- (EN) Bruce Sterling, Involution Ocean, The Harlan Ellison Discovery Series, vol. 4, 1ª ed., Jove, 1977,  pp. 191, ISBN 978-0-515-04301-3.
- Bruce Sterling, Oceano, traduzione di Stefano Carducci e Ugo Malaguti, Biblioteca di Nova SF*, vol. 6, Perseo libri, 1991,  p. 218.